# Prinquiau
Prinquiau (bret. Prevenkel) – miejscowość i gmina we Francji, w regionie Kraj Loary, w departamencie Loara Atlantycka.
Według danych na rok 2010 gminę zamieszkiwały 3103 osoby, a gęstość zaludnienia wynosiła 135 osób/km².